# Lojoåsen
Lojoåsen, (fi. Lohjanharju) är fortsättningen av Stora Salpausselkä i södra Finland, i riktning mot Hangö udd. Den är närmare 200 km lång och har vid Lojo stad en höjd på drygt 100 meter över havet, 70 meter över Lojo sjö. Den har i långa tider varit viktig för resande och transport. Numera går järnvägen Karis-Hyvinge och riksväg 25, landsvägen Hangö-Hyvinge, längs åsen.
Lojoåsen är delvis skyddad inom ramen för Natura 2000.
Lojoåsen är en randbildning, men kallas för en ås eftersom den innehåller mera grus och sand än vad den innehåller morän.